# 변주곡
변주곡(變奏曲, variation)이란 어떤 주제를 바탕으로 하여 리듬이나 선율, 화성 등에 변형을 주어 만든 악곡을 말한다.
변주라는 것은 한 번 나타난 소재(주제, 동기, 작은악절 등)가 반복할 때 어떤 변화를 가하여 연주하는 것을 말한다. 변주된 소재는 당연히 원형과 다른 상태에 있으나 변주의 빈도가 높고 낮고 간에 원형의 연결은 유지되어야 한다. 즉, 주제가 극단적으로 변주된 결과 원형과는 아무 관련도 없는 것 같은 상태에 있을지라도 그 중에 원형과의 관련성이 어떤 형태로든 잠복하여 있다. 그것을 발견함으로써 그와 같은 변주가 원형에서 어떻게 유도되었는지를 알 수 있다. 이와 같이 변주는 작곡상의 하나의 중요한 기법이며, 또한 어떤 악곡이 전면적으로 변주의 기법에 의존함으로써 성립되었다면 그것은 형식이 될 수도 있다. 기법으로서의 변주가 전적으로 개입하지 않는 음악이라는 것은 극히 단순한 악곡을 제외하고는 존재하지 않는다 하여도 과언이 아니다. 변주에 의하여 예술작품에 불가결의 요소인 '변화'와 '통일'은 확실히 그리고 쉽게 보증된다. 따라서 변주라고 하는 기법은 가장 오래며 음이 처음 생겨나면서부터 있었으리라 생각된다. 매우 단순한 멜로디에 변화를 주면서 반복하는 것 같은 것은 원시인들도 하였을 것이며, 그레고리오 성가 중에는 장식적 변주의 가장 아름다운 예가 많이 보인다.

## 기법으로서의 변주곡
기법으로서의 변주는 장식적 변주, 대위법적 변주, 성격적 변주로 구분된다.

### 장식적 변주
이것은 멜로디와 화성의 뼈대는 대개 그대로 두고 거기에다 꾸밈음표로 장식을 하는 것을 말한다. 그 결과 리듬은 복잡해지고 비(非)화성음의 출현으로 악보는 일견 지저분한 양상을 띠게 되나, 원형의 뼈대가 남아 있는 한 원소재(주제)와의 관련을 인식하는 것은 쉽다. 그뿐 아니라 이 연주법은 비교적 쉬운 작곡기법이라는 점에서도 매우 많이 쓰이고 있다. 그만큼 통속적으로 떨어질 위험성도 있다. 피아노 초심자들에게 애호되고 있는 이른바 통속곡 중에는 이 장식변주의 예가 많이 보인다. 바다르제푸스카가 작곡한 《소녀의 기도》는 그 전형적인 예이다.... 

### 대위법적 변주
대위법적 변주에서는 주제는 대부분 손을 떼지 않고 반복되며, 반복되는 주제에 그 때마다 다른 하나 또는 여러 성부의 대위성이 조합된다. 따라서 변주하여야 할 실체는 주제 안에 있는 것이 아니라 주제의 밖에 있다. 이 점이 장식적 변주와의 차이점이다. 주제 자체는 청취자로 하여금 철저히 인식하게 한 후, 즉 충실히 원형대로 몇 번쯤 반복한 뒤에는, 다소 장식적 변주를 하는 경우는 있어도 그것은 어디까지나 단조로움을 피하기 위한 보조수단에 지나지 않는다. 주제가 거의 원형대로 반복된다는 것은 물론 통일감을 가지는 데 가장 큰 보증이 된다. 따라서 일단 이 보증이 있으면, 아무리 자유로운 변주를 대위성부가 거듭하여도 전체의 인상이 흐트러질 우려는 없다. 주제와 대위성은 동시에 울림으로써 둘 사이에는 화성상의 규제가 있다. 여기도 변화와 통일의 이상적인 형평의 원리가 있다.

### 성격적 변주
이것은 주제의 특성적인 요소, 즉 가락 중에서 귀에 잘 들리는 음이라든가, 화성적 특징, 또는 특이한 리듬 같은 것을 이용하여 하나하나의 연주에 성격적인 변화를 주는 것이다. 이 변주에서는 변주된 주제가 원형에서 이탈되는 율이 가장 크며, 기법적으로도 다른 변주에 비하여 보다 치밀하다. 장식적 변주, 대위법적 변주에서는 마디수는 원형대로 하는 것이 보통이며, 마침, 단락점 등의 구별이 쉽게 식별되는 것이 상례이지만, 성격적 변주로는 몇 개의 변주를 같은 성격의 그룹으로 하여 끊임없는 짜임으로 길게 하는 일도 있어 박자, 조성의 점에서도 보다 자유롭다.  성격적 변주의 영역에서 가장 풍부한 가능성을 개척한 작곡가는 베토벤이다. 그의 변주곡의 대부분은 한정된 소재, 하나의 동기에서 놀라울 만큼 다양하고 아름다운 과정을 지녀 변주곡 중에서 가장 좋은 예를 보이고 있다.

## 형식으로서의 변주곡
변주곡 형식으로 가장 많이 쓰이는 것은 '주제와 변주'곡이다. 이는 우선 주제(대개는 간단한 두·세 도막형식 또는 한 도막형식)를 제시하고, 그것을 변주하면서 반복하는 것이다. 변주의 기법으로는 장식적 변주와 성격적 변주가 혼용되지만 실제로는 그런 것을 분명하게 분류할 수는 없다. 장식적인 성격 변주라든가 반대로 성격적인 장식 변주로 부를 수밖에 없을 경우라든가 일단 성격적으로 변주한 것에 다시 장식적인 변주를 가한 것 같은 예이다. 변주곡의 주제에도 다양한 변주로 할 수 있는 요소가 포함되어 있지 않으면 안 된다. 구체적으로 말하면 화음의 종류가 풍부하다든가, 가락에 특징 있는 음정이 포함되어 있다든가, 이러한 것 등이다. 너무나 가요적인 멜로디는 장식적인 변주로는 적합하여도 성격적 변주로는 맞지 않는다든가, 그와는 반대의 경향을 갖는 주제도 충분히 있을 수 있다. 이러한 것은 극히 일반적인 것이라 할 수 있겠다. 물론 다성적인 수법도 쓰이므로 모방의 가능성이 포함되어 있으면 변주의 수단은 그만큼 풍부하여진다. 17세기로부터 18세기에 걸쳐 모음곡 중에서 어느 한 춤곡에 장식적 변주를 가하여 1회 또는 2회 반복하는 일이 자주 있었다. 이때에 화성적 구조는 변함이 없이 멜로디, 또는 다른 성부에 장식을 하게 되지만 이와 같이 변주된 부분은 더블(double)이라 하였다. 대위법적 변주를 특색으로 가지고 있는 변주곡 형식에는 파사칼리아(passacaglia), 샤콘(chaconne) 등을 들 수가 있다. 양자의 구별은 매우 애매한 것으로, 실제로는 같은 것을 말한다 해도 무방하다. 모두 낮은음에 주제가 있고 윗소리(上聲)에 몇 개의 대위성이 놓인다. 반복되는 주제는 완만한 3박자로 하며, 대개는 4 또는 8마디로 된다. 그리고 낮은음 주제는 몇 번인가 반복된 후에 윗소리에 나타나는 경우도 있다. 그라운드(ground) 및 폴리아(folia)라고 하는 악곡도 규모는 보다 작으나 원리는 이와 같으며 파사칼리아나 샤콘의 전신으로도 본다.

## 참고 문헌
- 이 문서에는 다음커뮤니케이션(현 카카오)에서 GFDL 또는 CC-SA 라이선스로 배포한 글로벌 세계대백과사전의 내용을 기초로 작성된 글이 포함되어 있습니다.